# Cubocephalus carnosus
Cubocephalus carnosus är en stekelart som beskrevs av Henry Keith Townes, Jr. 1962. Cubocephalus carnosus ingår i släktet Cubocephalus och familjen brokparasitsteklar. Inga underarter finns listade i Catalogue of Life.